# Afretha excavata
Afretha excavata là một loài tò vò trong họ Ichneumonidae.